# Andrew Robinson Stoney
Andrew Robinson Stoney, convertido tras su matrimonio en Andrew Robinson Stoney-Bowes, nacido el 19 de junio de 1747 y muerto el 16 de enero de 1810, fue un aventurero angloirlandés, marido de la condesa Mary Eleanor Bowes de Strathmore, ascendiente de la reina Isabel II del Reino Unido. La condesa Bowes es conocida por el sobrenombre «la condesa desagraciada» («The Unhappy Countess»), debido a su tormentosa relación con Stoney, que terminó con un escándalo.
La historia de Stoney Bowes y la condesa de Strathmore inspiró al novelista William Makepeace Thackeray, quien escribió una autobiografía ficticia publicada en 1844, titulada The Luck of Barry Lyndon. El cineasta Stanley Kubrick adaptó la novela en su película Barry Lyndon, en 1975. En 1976 la película recibió cuatro premios Óscar: mejor dirección artística, mejor fotografía, mejor diseño de vestuario y mejor banda sonora.

## Matrimonio con Mary Eleonor Bowes
Mary Eleonor Bowes, condesa viuda de Strathmore y Kinghorne, estaba prometida a su amante, George Gray, en el verano de 1777, cuando conoció al encantador y astuto aventurero angloirlandés Andrew Robinson Stoney, que acabó manejando a su antojo su casa y su cama. Se hacía llamar «capitán» Stoney —aunque era en realidad un simple teniente del ejército británico— e insistió en defender el honor de Mary en un duelo con el editor del periódico The Morning Post, que había publicado artículos injuriosos sobre la vida privada de la dama. De hecho, él mismo había escrito los artículos que la criticaban, así como los que la defendían. El duelo entre Stoney y el editor del periódico fue probablemente una farsa. Fingiendo haber sido herido de muerte en el duelo, Stoney persuadió a la condesa de que su último deseo era que se casara con él, y fue llevado al altar en camilla para su boda con la condesa. Tras la boda, Stoney fingió inmediatamente una milagrosa recuperación, adoptó el apellido de su esposa (según lo estipulado en el testamento de su suegro) y pasó a llamarse Andrew Robinson Stoney Bowes. Sirvió como High Sheriff de Durham en 1780 y fue elegido diputado por Newcastle a finales del mismo año, ejerciendo hasta que perdió la elección siguiente en 1784.
La primera esposa de Stoney, Hannah, era hija de William Newton de Burnopfield. Se creía que Stoney Bowes había causado su muerte con el fin de quedarse con su herencia. Después de su boda con la condesa, se comportó brutalmente con ella. Cuando descubrió que ella había firmado en secreto un acuerdo prenupcial a fin de reservar los beneficios de su hacienda para su propio uso, la obligó a firmar una revocación, dándole a él todo el control. Entre otras tropelías, la encerró en su propia casa y después la obligó a ella y a una de sus hijas a exiliarse en París. Volvieron después mediante una orden judicial que lo obligaba a ello. Mientras tanto, violó a las criadas, invitó a prostitutas a la casa y engendró numerosos hijos ilegítimos.
Mary Eleonor dio a luz en agosto de 1777 a una hija, Mary, probablemente fruto de su anterior relación con Gray. Bowes adoptó a la niña como suya, y así fue registrado el nacimiento en noviembre de 1777, pero más tarde publicó su ilegitimidad. La pareja tuvo un hijo, William Johnstone Bowes, nacido el 8 de mayo de 1782.
Por último, en 1785, con la ayuda de criadas leales, la condesa logró escapar de su custodia y pidió el divorcio a través de los tribunales eclesiásticos. Después de haber perdido la primera ronda de esta batalla legal, Stoney Bowes secuestró a Mary con la ayuda de una banda de cómplices, se la llevó al norte del país, amenazándola con violarla y matarla, y amordazada y golpeada la trasladó campo a través a caballo en la época más fría del invierno más frío del siglo. La gente se enteró, y Stoney Bowes fue detenido y la condesa, rescatada.

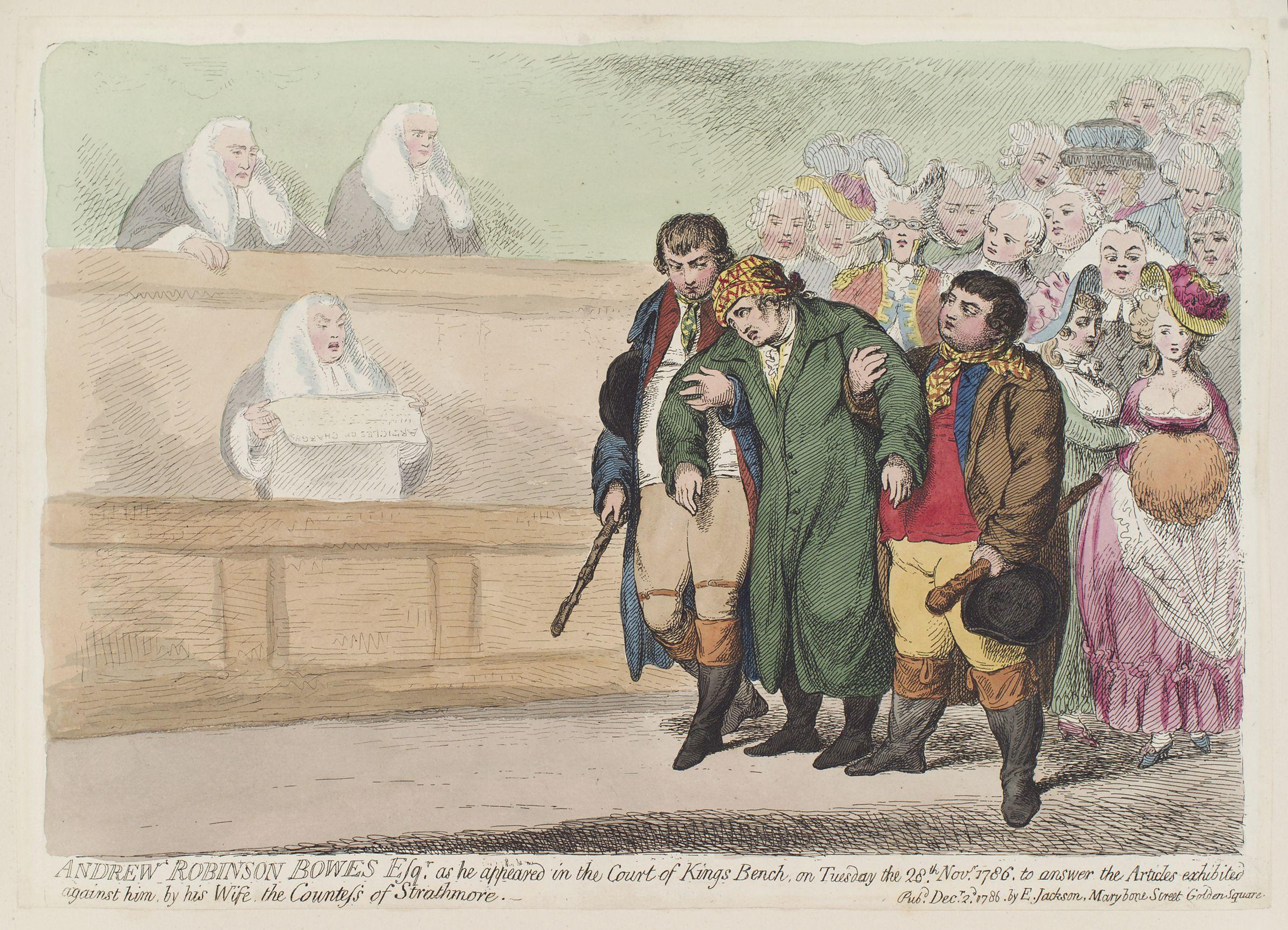
Andrew Robinson Bowes compareciendo ante el tribunal el 28 de noviembre de 1786.

Las batallas legales continuaron. Stoney Bowes y sus cómplices fueron declarados culpables de conspiración para secuestrar a Mary, y él fue condenado a tres años de prisión. Mientras tanto, perdió el caso de divorcio y la batalla para retener la fortuna Bowes. Los juicios fueron sensacionales y la comidilla de todo Londres. Aunque la condesa inicialmente se ganó la simpatía del público, Bowes consiguió que muchos se volvieran contra ella —en parte debido a los libelos que logró que se publicaran, para lo cual compró acciones de un periódico, y a la publicación de unas Confesiones que previamente la había obligado a escribir— y en parte porque la gente entendía que ella había obrado mal al intentar evitar que su marido accediese a su fortuna. Hubo también una aventura entre ella y el hermano de uno de los abogados, que fue de conocimiento público, y con George Walker, uno de los criados, según alegó Stoney Bowes. Mary obtuvo finalmente el divorcio en la High Court of Delegates el 2 de marzo de 1789.
Años más tarde, William Makepeace Thackeray supo de la vida de Stoney Bowes a través de John Bowes, nieto de la condesa, y la utilizó en su novela The Luck of Barry Lyndon.